# Mus fragilicauda
Mus fragilicauda és una espècie de mamífer rosegador de la família dels múrids. Viu al sud de Laos i Tailàndia. Els seus hàbitats naturals són les zones d'herba seca i bambú pigmeu. És una espècie en risc mínim, és a dir, no sembla que hi hagi cap amenaça significativa per a la seva supervivència. El seu nom específic, fragilicauda, significa ‘cua fràgil’ en llatí.